# Xiphophorus montezumae

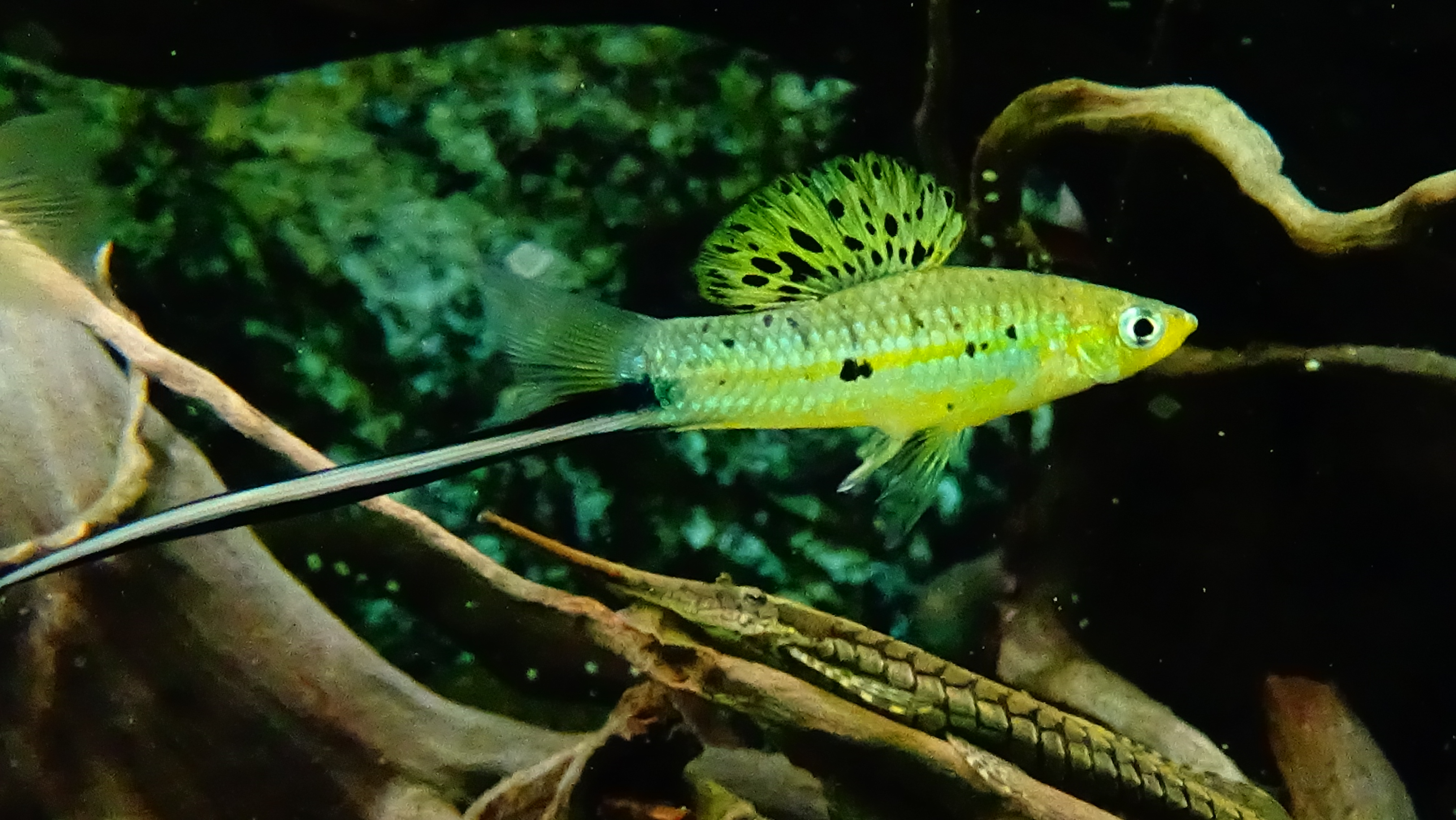
Xiphophorus montezumae

O Xiphophorus montezumae é um poecilídeo de 6 cm, parente do popular espada ou espadinha (Xiphophorus hellerii). É nativo do México, e no aquarismo é pouco comum, sendo considerado um peixe muito caro. o seu habitat é de PH 7.3 e temperatura 25°C.
O Xiphophorus Montezumae se destaca por possuir a cauda bastante comprida chegando a ficar mais longa do que o próprio corpo, outra característica é a barbatana dorsal que diferentemente do seu famoso parente, é arredondada. Existem muitas variedades como Capuchin, Ojo, Caliente e Rascon.